# Marco Streller
 (janvier 2014).
Si vous disposez d'ouvrages ou d'articles de référence ou si vous connaissez des sites web de qualité traitant du thème abordé ici, merci de compléter l'article en donnant les références utiles à sa vérifiabilité et en les liant à la section « Notes et références ».
Marco Streller, né le 18 juin 1981 à Bâle, est un footballeur suisse évoluant au poste d'attaquant. Il est international suisse de 2003 à 2011. 
Joueur très prometteur, il réalise des bons débuts en championnat suisse avant de s'exiler en Allemagne. L'attaquant bâlois peine à s'adapter au championnat allemand. Cette période coïncide aussi avec une première blessure sérieuse pour le buteur suisse. Après trois années passées outre-Rhin Marco Streller revient au FC Bâle en 2007. Il ramène tout de même dans ses valises un titre de champion d'Allemagne acquis en 2007 avec le VFB Stuttgart.
Attaquant de pivot, Marco Streller pèse sur les défenses de par son pressing et n'hésite pas à revenir défendre lorsque son équipe est en danger.

## Caractéristiques
Marco Streller évolue au poste d’avant-centre. Véritable point de fixation pour son équipe, l'attaquant bâlois utilise son gabarit pour jouer en pivot. Streller possède un bon jeu de tête et son efficacité dans la zone décisive s'est améliorée tout au long de sa carrière. D'un point de vue statistique, le buteur inscrit environ un but tous les deux matchs, ce qui le place chaque année dans les hauteurs du classement des buteurs du championnat.

## Carrière du joueur

### Débuts: 2000-2003
Marco Streller commence sa carrière professionnelle au FC Bâle sous les ordres de Christian Gross lors de la saison 2000-2001. Utilisé qu'à une seule reprise, l'attaquant est prêté la saison suivante au FC Concordia Bâle, club voisin évoluant en Challenge League. Streller va alors bénéficier du temps de jeu nécessaire et s'illustre en inscrivant pas moins de 16 buts en 30 matchs. En 2002-2003, le jeune attaquant bâlois peaufine son apprentissage chez le néo-promu bernois : le FC Thoune. Au cours de cette première saison dans l'élite, Streller trouve le chemin des filets à huit reprises en seize apparitions.

### Saison 2003-2004
Bâle décide à l'aube de cette nouvelle saison d’installer définitivement Marco Streller au sein de l’effectif professionnel. Il commence ainsi la saison en tant que titulaire. Le numéro 9 du club bâlois explose (enfin) au haut niveau en inscrivant 13 buts en 16 matchs au cours de la phase aller. Lors du mercato hivernal beaucoup de clubs européens, notamment allemands, lorgnent sur le jeune attaquant bâlois. Le FC Bâle ne peut résister aux offres financières et vend donc son "joyau" au club de VfB Stuttgart. Dès son arrivée il s'illustre très vite avec un premier but pour le club allemand. La suite est plus difficile et le suisse peine à confirmer. Il marque au total 3 buts en 13 matchs. Si l'on prend l'ensemble de sa saison, le bilan reste cependant prolifique avec au total 16 (13+3) buts en 29 matchs (16+13). Ses performances lors de cette saison le propulsent en sélection nationale. Il est en effet sélectionné le 11 septembre pour un match amical contre l’Irlande (victoire 2-0). Il rate cependant le Championnat d'Europe de football 2004 pour lequel il avait été convoqué en se blessant gravement durant la préparation helvétique. Alors que sa saison devait se conclure en apothéose avec une première participation à une compétition internationale, il se fracture le tibia de la jambe gauche sur un tacle de son coéquipier d'entrainement Marco Zwyssig. L’attaquant Bâlois est stoppé net dans sa progression avec cette première blessure qui l’éloignera plus de six mois des terrains.

### Saison 2004-2005
Marco Streller doit digérer la déception énorme qu’il vient de connaître. Il rate les six premiers mois de compétition. À son retour début 2005, il disputera seulement 8 matchs au cours desquels il n’inscrira aucun but. Le retour est plus compliqué que prévu pour l’ancien bâlois qui peine à retrouver son rythme et ses repères.

### Saison 2005-2006
L’attaquant suisse espère repartir du bon pied pour cette saison et ainsi relancer une carrière prometteuse. Il ne joue pas souvent et ne dispute que 7 matchs jusqu’à décembre. Il n'inscrit qu’un seul but. La carrière de Streller va cependant connaître un premier moment fort lors du match de barrage pour la Coupe du monde de football de 2006 opposant la Suisse à la Turquie. La « Nati » a remporté le match aller à Berne, 2-0. Malgré cet avantage confortable elle se retrouve au bord de l'élimination à Istanbul. Alors menée 3-1, la sélection helvétique est libérée par un but plein de sang froid de Marco qui propulse sa « Nati » à la coupe du monde. C'est la première participation du pays depuis la coupe du monde américaine de 1994. Il devient alors le héros de tout un peuple et sa côte d'amour connaît son premier essor. Sa carrière en club est, malgré les succès en sélection, un peu à l’arrêt. Stuttgart le prête alors au 1. FC Köln afin qu’il retrouve son niveau d’antan. Là-bas, en Bundesliga-2, il marque à 3 reprises en 14 rencontres. Il retourne en juin 2006 au VfB Stuttgart.
Marco Streller est sélectionné par Jakob Kuhn afin de disputer la coupe du monde 2006 avec la « Nati ». Il participe alors à sa première compétition internationale C'est d'ailleurs la seule qu’il traversera sans pépin physique. Son duo, formé avec son coéquipier et ami Alexander Frei, ainsi que la solidité défensive vont propulser la sélection en 1/8 de finale. La Suisse y est alors opposée à l’Ukraine. Au terme d’un match très fermé, les deux équipes n’arrivent pas à se départager. La Suisse est alors éliminée à la séance de tirs au but. Marco Streller rate son penalty d'une frappe trop écrasée.

### Saison 2006-2007
Des mois difficiles s’annoncent pour l’attaquant originaire de Bâle. Les « supporteurs » de l’équipe nationale l’ont pris en grippe en le considérant responsable de l’élimination de la Nati lors du mondial. Il a en effet raté sa tentative lors de l'épreuve des tirs au but. Cela étant, la Suisse perd sa séance 3-0. Le statut de héros national endossé après la qualification en 2005 semble très loin.
En club, Marco Streller est cette fois conservé par Stuttgart. Stuttgart est sacré au terme de la saison. Durant celle-ci, Streller a vraiment contribué au succès de son club inscrivant 5 buts en 27 apparitions. Le mercato estival arrive alors comme un tournant pour la carrière du rhénan. En effet, il a 26 ans et sa blessure semble enfin derrière lui. Cela étant, ses statistiques en Bundesliga ne sont pas à la hauteur de ses espérances. En outre, Stuttgart ne compte plus trop sur lui pour la saison qui s’annonce. Au total il a marqué 12 buts en 69 apparitions en Bundesliga.

### Saison 2007-2008
Marco Streller décide de retourner dans son club de cœur : le FC Bâle. C'est un gros coup réalisé par le club rhénan qui réussit à faire revenir un ancien joyau. Ce "come-back" est aussi un pari tenté par le club des bords du Rhin car l’attaquant doit se relancer. Pari gagnant. Après une saison faste, le FC Bâle sera à nouveau sacré en championnat. Marco Streller réussit une grande saison en finissant meilleur buteur du club avec 12 réalisations en « seulement » 23 apparitions. Cela met fin à l'hégémonie zurichoise des saisons 2006, 2007. Le club bâlois réalise même le doublé en s’imposant en coupe de Suisse. À la fin de la saison l’Euro disputé à la maison se profile pour Marco Streller et la Nati. Cependant l’attaquant rhénan annonce qu’il se retirera à la fin de la compétition, eu égard aux nombreux sifflets dont il est victime. Cette décision est assez surprenante et le timing semble un peu maladroit. Durant l’Euro il est gêné par une pubalgie qui va lui « pourrir » son Euro. Le premier match contre la République tchèque tourne au cauchemar pour la sélection helvétique. Alexander Frei se blesse gravement au genou. Privé de son coéquipier, Marco Streller ne parvient pas à faire la différence et la Nati s’incline 1-0. La suite de la compétition est difficile pour l'attaquant rhénan. La Suisse est éliminée dès le premier tour. À la suite d'une discussion avec son futur sélectionneur Ottmar Hitzfeld, Marco Streller décide finalement de poursuivre l’aventure avec la Nati.

### Saison 2008-2009
Cette saison post-Euro est marquée par de nombreuses blessures du géant bâlois. Il ne dispute que 23 matchs et n'inscrit que 6 buts. La saison est aussi décevant pour le club rhénan qui échoue à une décevante 3e place. Zürich récupère son graal. 

### Saison 2009-2010
Au cours du marché des transferts estival, le FC Bâle décide de réinvestir afin de reconquérir son titre perdu. Le club des bords du Rhin réalise le gros coup du mercato en réunissant le duo titulaire en sélection : Alex Frei-Marco Streller. C’est la saison de la reconquête pour Streller et son club. L’attaquant bâlois réalise sa plus grande saison en club en termes de statistiques. Il inscrit en effet 21 buts en 29 matchs ce qui le propulse à la seconde place du classement des buteurs. Le "duo magique" fait merveille et Streller inscrit l’un de ses plus beaux buts face à Neuchâtel Xamax. Après avoir éliminé 3 défenseurs dans la surface, il trompe le gardien xamaxien d’un subtil extérieur du pied. Le FC Bâle réalise cette année-là le quatrième doublé coupe-championnat de son histoire.
La saison est ponctuée par la coupe du monde de football qui a lieu en Afrique du Sud. Marco Streller est logiquement sélectionné par Ottmar Hitzfeld. Malheureusement pour l’attaquant bâlois, la malédiction continue et il se blesse avant la compétition. Il est obligé de déclarer forfait et rate ainsi sa troisième compétition internationale (si l’on prend en compte l’Euro 2008 joué avec une pubalgie) pour cause de blessure.

### Saison 2010-2011
Il loupe le début de la saison 2010/2011 à cause de sa blessure. À son retour fin août, l'attaquant bâlois réussit de bonnes performances. Il inscrit 7 buts en 8 matchs de championnat et délivre 2 passes décisives en Ligue des champions de l'UEFA. Il s'illustre notamment avec un triplé contre le FC Saint-Gall, qui le propulse au sommet du classement des buteurs d'Axpo Super League. Le 13 novembre, Marco Streller se déchire le ligament externe de la cheville gauche au cours de la rencontre contre le FC Thoune. Le rétablissement de l'attaquant bâlois est finalement plus rapide que prévu. Cela constitue une bonne nouvelle pour un FC Bâle en perte de vitesse en cette fin d'année 2010. Streller revient  à la compétition le 4 décembre pour le choc contre BSC Young Boys. Au cours de ce match qui voit son club l'emporter 3 buts à 1, grâce à un doublé d'Alexander Frei et un but de Xherdan Shaqiri, il délivre pas moins de trois passes décisives. Ce retour gagnant est accompagné d'une autre bonne nouvelle pour Marco Streller. Il prolonge en effet son contrat, qui prenait fin en 2012, jusqu'en 2014. Streller finit cette saison 2010-2011 en ayant inscrit 10 buts et délivré de nombreuses passes décisives. Le FC Bâle remporte son 14e titre national, le second d’affilé.
Marco Streller décide le 5 avril 2011 de mettre un terme à sa carrière internationale le même jour que son coéquipier et ami Alexander Frei. Leur choix s'explique par un grand mécontentement des supporters suisses à leur égard. Ils sont en effet régulièrement sifflés pendant les matchs de la sélection. Streller déclare alors ceci : « J'ai vécu beaucoup de bons moments mais j'ai aussi dû faire face à des expériences plus négatives. J'ai décidé de me retirer et je suis reconnaissant qu'Ottmar Hitzfeld comprenne les raisons qui m'y ont poussé. J'aurais pu disputer plus de matches si je n'avais pas été contraint plusieurs fois de déclarer forfait en raison de blessures ».

### Saison 2011-2012
À la suite du départ du gardien et capitaine Franco Costanzo, au cours du mercato estival 2011, Marco Streller est nommé capitaine par l'entraîneur Thorsten Fink. Cela récompense sa fidélité au club et son sens du collectif. La saison 2011-2012 commence sur les chapeaux de roue pour le néo-capitaine et ses coéquipiers. Ils se positionnent très rapidement aux avant-postes du championnat et réalisent des performances historiques en Ligue des champions, avec notamment un nul 3-3 contre le grand Manchester United à Old Trafford. À la fin du match Marco Streller est élu homme du match par l'UEFA. Il a permis à Fabian Frei de réduire la marque grâce à une déviation au premier poteau sur un corner. Par la suite il provoqua le penalty qui permit aux Bâlois de passer devant au tableau d'affichage et d'entretenir l'espoir d'un authentique exploit. Au cours de cette saison il est longtemps meilleur passeur du championnat d'Axpo Super League en ayant délivré la bagatelle de 8 passes décisives. Il est élu 3 fois homme du match par l’UEFA au cours des 5 matchs de poule qu'il a disputé. Il inscrit le 22 novembre contre l’Otelul Galati son premier but en Champions League. Bâle s'impose alors 3 buts à 2. Beaucoup de journalistes s’accordent à dire que Streller est dans la forme de sa vie. Le 7 décembre 2011, face à Manchester United, lors du sixième et dernier match de poule en Champions League, Streller marque un magnifique but d'une demi-volée dont il a le secret, alors que le match vient de commencer. Son équipe s'imposera finalement 2-1 grâce à une autre réalisation d'Alex Frei. Le FC Bâle se qualifie donc pour la deuxième fois de son histoire en 1/8e de finale de cette compétition, et élimine du même coup l'équipe de Sir Alex Ferguson. Cela représente l'un des plus grands exploits de l'histoire du football helvétique. Marco Streller finit la phase aller du championnat en ayant marqué au cours des 3 derniers matchs de son équipe. Il conclut donc cette première moitié de championnat avec des statistiques remarquables : 7 buts et 8 passes décisives en 17 matchs disputés. En Ligue des champions, il a à la fin des poules inscrit deux buts et délivré deux passes décisives en cinq matchs. L'aventure européenne se prolonge donc au printemps 2012. Le FC Bâle réalise un autre exploit en battant le FC Bayern Münich sur le score de 1-0 au match aller. Malgré cette performance remarquable, le club rhénan connaît l'une de ses plus lourdes défaites (7-0) lors du match retour en Bavière. Bâle est donc éliminé mais cette campagne européenne restera à n'en pas douter dans les mémoires de nombreux supporteurs helvétiques. À la suite de son élimination, le club rhénan peut alors consacrer toute son énergie à la défense de son titre. Bâle réalise même le doublé coupe-championnat pour la cinquième fois de son histoire. Marco Streller soulève quant à lui sa troisième coupe nationale depuis son retour en 2007. Il finit sa saison en ayant inscrit 13 buts en 30 matchs ce qui le place à la seconde place du classement des buteurs derrière l'indétrônable Alexander Frei.

### Saison 2012-2013
Cette saison marque un tournant dans la carrière de Marco Streller. L'arrivée au mois d'octobre d'un nouvel entraineur, en la personne de Murat Yakin, coïncide avec la mise en place d'un nouveau système de jeu pour le FC Bâle. Yakin opte en effet pour un système à une seule pointe et décide donc de "séparer" le duo que compose Streller avec son ami Alex Frei. C'est le second  qui en fait les frais en se retrouvant parfois sur un côté et souvent même sur le banc. Streller évolue donc la plupart du temps seul sur le front de l'attaque bâloise. Son début de saison est plutôt bon. Il inscrit un but exceptionnel face aux Roumains de Cluj lors des playoffs de la Ligue des champions. À la réception d'un centre, l'attaquant rhénan tente un "ciseau" qui termine sa course en pleine lucarne. Malgré cela, l'équipe du bord du Rhin perd le match et est reversée en Ligue Europa. C'est une immense déception pour le club bâlois. Cela étant, l'aventure européenne ne fait que commencer pour l'équipe rhénane qui va finalement atteindre les demi-finales de la compétition. Streller réalise une saison plus qu'honorable au cours de laquelle il marque à quatorze reprises. Il échoue cependant à la seconde place du classement des buteurs derrière Oscar Scarione. Une fois de plus le numéro 9 est le second meilleur buteur du championnat.

## Buts internationaux
| #   | Date             | Stade                          | Adversaire     | Résultat        | But     |
| --- | ---------------- | ------------------------------ | -------------- | --------------- | ------- |
| 1.  | 16 novembre 2005 | Stade Şükrü Saracoğlu, Turquie | Turquie        | Défaite Suisse  | 84e     |
| 2.  | 3 juin 2006      | Stade du Hardturm, Suisse      | Chine          | Victoire Suisse | 47e 73e |
| 3.  | 6 septembre 2006 | Stade de Genève, Suisse        | Costa Rica     | Victoire Suisse | 12e     |
| 4.  | 11 octobre 2006  | Tivoli Neu, Autriche           | Autriche       | Défaite Suisse  | 70e     |
| 5.  | 7 février 2007   | LTU Arena, Allemagne           | Allemagne      | Défaite Suisse  | 71e     |
| 6.  | 22 mars 2007     | Lockhart Stadium, États-Unis   | Jamaïque       | Victoire Suisse | 7e      |
| 7.  | 2 juin 2007      | Parc Saint-Jacques, Suisse     | Argentine      | Match nul       | 64e     |
| 8.  | 7 septembre 2007 | Stade Ernst Happel, Autriche   | Chili          | Victoire Suisse | 55e     |
| 9.  | 13 octobre 2007  | Stade du Letzigrund, Suisse    | Autriche       | Victoire Suisse | 2e 55e  |
| 10. | 12 octobre 2010  | Parc Saint-Jacques, Suisse     | Pays de Galles | Victoire Suisse | 21e     |

## Clubs
- 2000-2001 : FC Bâle  Suisse
- 2001-2002 : FC Concordia Bâle  Suisse
- 2001-2002 : FC Bâle  Suisse
- 2002-2003 : FC Thoune  Suisse
- 2002-2003 : FC Bâle  Suisse
- 2002-2003 : FC Thoune  Suisse
- 2003-2004 : FC Bâle  Suisse
- 2004-2006 : VfB Stuttgart  Allemagne
- 2005-2006 : FC Cologne  Allemagne
- 2006-2007 : VfB Stuttgart  Allemagne
- 2007-2015 : FC Bâle  Suisse

## Palmarès
- Champion d'Allemagne en 2007 avec le VfB Stuttgart
- Champion de Suisse en 2002, 2004, 2008 et 2010, 2011, 2012, 2013, 2014 et 2015 avec le FC Bâle
- Vainqueur de la Coupe de Suisse en 2002, 2008, 2010, et 2012 avec le FC Bâle
- Finaliste de la Coupe de Suisse en 2013 et 2014 avec le FC Bâle